# Myopa
Myopa is een geslacht van blaaskopvliegen (Conopidae). De wetenschappelijke naam werd gepubliceerd in 1775 door Johann Christian Fabricius.
De volwassen insecten voeden zich met nectar van vele soorten bloeiende planten. Hun larven zijn endoparasieten van wespen, bijen en hommels.

## Soorten
- M. bohartorum Camras, 1953
- M. buccata (Linnaeus, 1758) - bont blaaskaakje
- M. castanea (Bigot, 1887)
- M. clausa Loew, 1866
- M. curticornis Kröber, 1916
- M. curtirostris Krober, 1916
- M. dorsalis

Vurig blaaskaakje Fabricius, 1794
- M. extricata Collin, 1960
- M. fasciata

Heideblaaskaakje Meigen, 1804
- M. flavopilosa Kröber, 1916
- M. longipilis Banks, 1916
- M. melanderi Banks, 1916
- M. minor Strobl, 1906
- M. mixta Frey, 1958
- M. morio

Zwart blaaskaakje Meigen, 1804
- M. occulta Wiedemann in Meigen, 1824
- M. perplexa Camras, 1953
- M. picta Panzer, 1798
- M. plebeia Williston, 1885
- M. polystigma

Veelvlekblaaskaakje Rondani, 1857
- M. rubida (Bigot, 1887)
- M. stigma Meigen, 1824
- M. strandi Duda, 1940
- M. tessellatipennis

Gevlekt blaaskaakje Motschulsky, 1859
- M. testacea (Linnaeus, 1767) - stipblaaskaakje
- M. variegata

Kalkblaaskaakje Meigen, 1804
- M. vesiculosa Say, 1823
- M. vicaria

Oranje blaaskaakje Walker, 1849
- M. virginica Banks, 1916
- M. willistoni Banks, 1916